# Juan Roberto Vargas
Juan Roberto Vargas Vera (Bogotá, 26 de octubre  de 1968) es un periodista y presentador de radio y televisión colombiano.

## Biografía
Estudió comunicación social y periodismo en la Universidad Externado de Colombia de Bogotá. Sus primeras apariciones en los medios fueron en la Cadena Radial Melodía, y luego en Todelar y RCN Radio, como reportero de noticias políticas, económicas y de orden público. También perteneció a la mesa de trabajo de W Radio de Caracol Radio, junto a Julio Sánchez Cristo. Entre sus cubrimientos periodísticos más importantes se encuentra la tragedia del Vuelo 203 de Avianca, la  muerte de Luis Carlos Galán, la Asamblea constituyente de la Constitución de 1991 o la entrega, la fuga y la muerte del narcotraficante colombiano Pablo Escobar.
En televisión, trabajó como periodista económico y político en los noticieros TV Hoy, CM& y el Noticiero de las 7. Después trabajó en el periódico El Tiempo, como editor judicial. Yamid Amat lo vinculó a Caracol Televisión en 1998, para que hiciera parte del recién formado Caracol Noticias Y También Presento El Programa Lechuza De Caracol Televisión Con Darcy Quinn. En 2008 viaja a Panamá para laborar en el Grupo La Prensa, y luego pasó al canal de televisión Telemetro. Luego de su regreso a Colombia, se vinculó nuevamente a Noticias Caracol y a Blu Radio, como director del servicio informativo. En 2013 regresa a Panamá, ahora como director de noticias de Televisora Nacional de Panamá, cargo que mantuvo por dos meses.
Después de dirigir en Panamá, regresa a Colombia, donde se vincularía por tercera vez a Caracol Televisión, participando como periodista de investigación en Los informantes. El 16 de enero de 2015, tras la renuncia de Luis Carlos Vélez es nombrado como director de Noticias Caracol.

## Vida privada
Tiene dos hijos: María José y Juan Camilo, quien también es periodista y a sus 25 años hace parte del equipo deportivo de Blu Radio y el Gol Caracol. Fue además profesor de la Universidad de La Sabana. Es seguidor del equipo de fútbol Millonarios.

## Premios y nominaciones
| Año  | Premiación         | Trabajo nominado | Categoría       | Resultado | Ref.   |
| ---- | ------------------ | ---------------- | --------------- | --------- | ------ |
| 2016 | Premios TVyNovelas | Noticias Caracol | Mejor noticiero | Ganador   | [ 9 ]  |
| 2017 | Premios TVyNovelas | Noticias Caracol | Mejor noticiero | Ganador   | [ 10 ] |
| 2018 | Premios TVyNovelas | Noticias Caracol | Mejor noticiero | Ganador   | [ 11 ] |